# Operación Crossbow
Crossbow fue el nombre en clave campaña anglo-americana de la Segunda Guerra Mundial "operaciones contra todas las fases del programa de armas de largo alcance alemán. Se incluyó operaciones contra la investigación y el desarrollo de las armas, su fabricación, el transporte y sitios de lanzamiento, y contra los misiles en vuelo ".: 7 
El código original de 1943, Bodyline, se reemplazó por Crossbow el 15 de noviembre de 1943.: 4  En la posguerra las operaciones Crossbow se conocieron como Operación Crossbow ya en 1962, y especialmente después de la película de 1965 del mismo nombre.

## Bombardeo estratégico

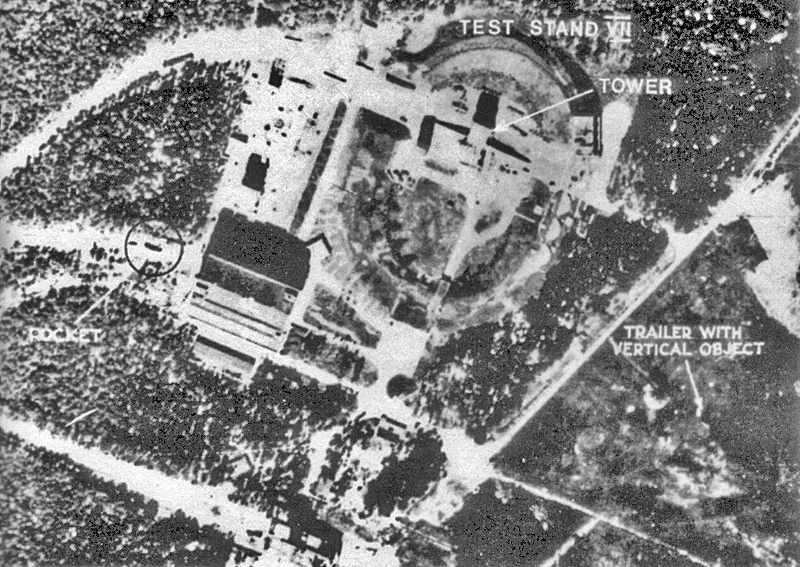
Peenemünde Test Stand VII

En mayo de 1943, la inteligencia aliada observó la construcción del primero de los 11 grandes sitios en el norte de Francia para emplear armas secretas alemanas, incluidas seis para el cohete V-2. En noviembre descubrió el primero de los 96 "sitios de esquí" para la bomba voladora V-1.
Los oficiales debatieron sobre el alcance del peligro de las armas alemanas; algunos veían los sitios como señuelos para desviar a los bombarderos aliados, mientras que otros temían a ojivas químicas o biológicas. Cuando el reconocimiento y la información de inteligencia con respecto a la V-2 se tornó convincente, la Comisión de Defensa del Gabinete de Guerra (Operaciones) dirige en primer lugar planeado de la campaña 1 incursión (la Operación Hydra ataque de Peenemünde en agosto de 1943).

Después de la Operación Hydra, se llevaron a cabo algunos ataques Crossbow en los búnkeres "Heavy Crossbow" de Watten (V-2) y Mimoyecques (V-3) hasta noviembre. "Operaciones Crossbow contra sitios de esquí" comenzaron el 5 de diciembre con el nombre de código "Noball" utilizado para los objetivos (por ejemplo, 'Noball 27' fue el sitio Ailly-le-Vieux-Clocher [ sic ],: 49  : 49 "Noball No. 93" estaba en el área de Cherbourg, "Noball No. 107" estaba en Grand Parc, y "Noball V1 site No.147" estaba en Ligescourt).
Estados Unidos formó su propio Comité Crossbow bajo el mando del general Stephen Henry (División de Nuevos Desarrollos) el 29 de diciembre de 1943, y posteriormente Estados Unidos desarrolló técnicas de bombardeo para sitios de esquí en febrero y marzo de 1944 en Air Corps Proving Ground, no fue aprobado un plan de junio para atacar sitios de lanzamiento V-1 desde portaaviones con cazas del USMC. Las instalaciones V-2 también fueron bombardeadas en 1944, incluyendo instalaciones más pequeñas como depósitos de almacenamiento V-2 y plantas de oxígeno líquido, como el depósito de almacenamiento V-2 en Mery-sur-Oise el 4 de agosto de 1944 y, por la Octava Fuerza Aérea, que bombardeó cinco plantas criogénica de LOX en Bélgica el 25 de agosto de 1944 y abortaron al día siguiente "para atacar plantas de oxígeno líquido en La Louviere, Torte y Willebroeck, Bélgica ... debido a las nubes".

### Prioridades en el bombardeo
A petición del British War Cabinet , el 19 de abril de 1944,: 24  Dwight Eisenhower da "por el momento" a los ataques de Crossbow prioridad absoluta sobre todas las demás operaciones aéreas, incluyendo "desgastar la industria alemana" y la moral: 46 : 46, que confirmó después del comienzo de los ataques con V-1 la noche del 12/13 de junio de 1944:" con respecto a los objetivos de Crossbow, estos objetivos deben tener prioridad sobre todo excepto los requisitos urgentes de la batalla Overlord; esta prioridad debe mantenerse hasta que podamos estar seguros de que definitivamente hemos obtenido la ventaja de este asunto en particular "(Eisenhower a Arthur Tedder, 16 de junio). Los lanzamientos sorprendieron a los Aliados, que habían creído que los ataques anteriores habían eliminado el peligro, no esperaban que los bombardeos alemanes sobre Gran Bretaña se reanudaran tan avanzada la guerra, se sintieron especialmente molestos. Algunos sugirieron usar gas en los sitios de lanzamiento o incluso ejecutar a civiles alemanes como castigo.
Carl Spaatz respondió el 28 de junio
"quejarse de que Crossbow era una 'distracción' de la principal tarea de desgastar la Luftwaffe y bombardear la industria alemana" para la ofensiva combinada de bombarderos, y recomendar en cambio que Crossbow fuera una prioridad secundaria "Los días de mal tiempo sobre los objetivos industriales de Alemania todavía permitirían un ataque de peso suficiente sobre los emplazamientos de los cohetes y las crisis tácticas menores".: 349  Para el 10 de julio, Tedder había publicado una lista de objetivos de Crossbow que asignaban 30 al Comando de bombarderos de la RAF, 6 a las fuerzas tácticas de Tedder y 68 a USSTAF de Spaatz.; después de lo cual Spaatz nuevamente se quejó,: 239  para que Eisenhower permitiera el bombardeo de "repuesto" de objetivos que no pertenecían a Crossbow: "Las instrucciones para continuar haciendo que los objetivos de Crossbow sean nuestra primera prioridad deben permanecer, pero ... cuando ... todas las fuerzas estratégicas no se puede usar contra Crossbow, debemos atacar- (a) industria aeronáutica , (b) petróleo , (c) rodamiento de bolas (alemán) : Kugellagerwerke , (d) producción vehicular "(Eisenhower, 18 de julio).: 349 
No obstante, en julio y agosto, más del 25 por ciento del tonelaje de bombas de la ofensiva combinada de bombarderos se usaron contra sitios con armas en V; muchos de los ataques fueron ineficaces, ya que se realizaban contra sitios no utilizados en lugar de los propios lanzadores. Spaatz propuso sin éxito que los ataques se concentraran en la red eléctrica de Calais, en las fábricas de giroscopios en Alemania y en los depósitos de almacenamiento de armas en V en Francia. Los ataques a los giroscópicos, junto con los tanques de oxígeno líquido (que los aliados sabían que el V-2 necesitaba), podrían haber sido muy efectivos contra los misiles. El 25 de agosto de 1944, el Comité Conjunto de Prioridades de Crossbow Conjuntas (establecido el 21 de julio) preparó el "Plan de ataque contra la organización alemana de cohetes cuando comiencen los ataques con cohetes", además del bombardeo de sitios de almacenamiento, oxígeno líquido y de lanzamiento; el plan incluía operaciones de reconocimiento aéreo.: 37  Tras el último lanzamiento de V-1 desde Francia el 1 de septiembre de 1944, y dado que los ataques esperados de V-2 no habían comenzado, el bombardeo Crossbow se suspendió el 3 de septiembre: 34  y la campaña contra las instalaciones el petróleo alemán se convirtieron en la prioridad más alta.
La amenaza V-1 de la Francia ocupada terminó el 5 de septiembre de 1944, cuando los elementos del 7º Regimiento de Reconocimiento Canadiense y la 3ª División de Infantería canadiense contuvieron las unidades militares alemanas del área Norte-Paso de Calais y su posterior rendición el 30 de septiembre.

### Reanudación de los bombardeos
El bombardeo Crossbow se reanudó después del primer ataque con V-2 e incluyó una gran incursión del 17 de septiembre contra objetivos holandeses sospechosos de ser bases de Heinkel He 111 aviones de lanzamiento aéreo de las V-1.: 37  V-1 modificadas, 865 en total, fueron "lanzados desde el aire" desde el 16 de septiembre de 1944 hasta el 14 de enero de 1945.: 104  Los británicos habían considerado inicialmente el anterior ataque del 18 al 21 de julio de 1944 de los 50 V-1 "lanzados desde el aire" habían sido "lanzados desde tierra" desde los Países Bajos, particularmente cerca de Ostende.: 256  Además de los V-1 lanzados desde el aire, los lanzamientos provenían de rampas construidas en la provincia de Holanda Meridional, los Países Bajos en 1945.
El reconocimiento aliado detectó dos sitios en Vlaardingen y Ypenburg, y junto con un tercero en Delft, lanzaron 274 V-1 en Londres del 3 al 29 de marzo. Solo 125 alcanzaron las defensas británicas, y solo trece de ellos alcanzaron el área objetivo. Tres sitios adicionales dirigieron su fuego sobre Amberes. Después de usar bombarderos medianos contra el sitio de lanzamiento V-2 en Haagse Bos el 3 de marzo, la RAF atacó los sitios Holland V-1 con dos escuadrones. Una unidad de Mando de la RAF utilizó Spitfires contra Ypenburg el 20 y 23 de marzo, mientras que una segunda unidad de la Fuerza Aérea Táctica usó Typhoons contra Vlaardingen el 23 de marzo. Los contraataques en los sitios V-1 y V-2 de Holanda terminaron el 3 de abril, y todos las contramedidas de Crossbow el 2 de mayo con el final de la Segunda Guerra Mundial en Europa.: 133–6 

## Defensa contra las V-1

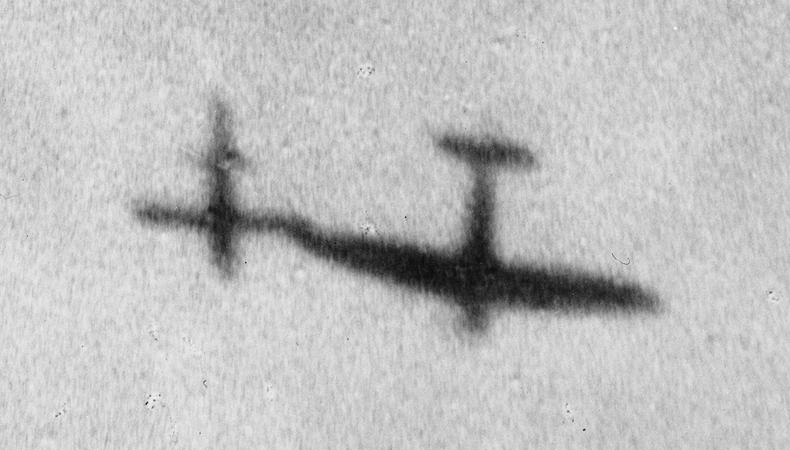
A Spitfire tipping the wing of a V-1 to disrupt the missile's automatic pilot.

El 2 de enero de 1944, Roderic Hill presentó su plan para desplegar 1.332 armas para la defensa aérea de Londres , Bristol y Solent contra el V-1 "Robot Blitz" (la "Sala de operaciones del buzo" estaba en la RAF Biggin Hill ).: 96, 161  V-1s que no se habían quedado sin combustible o se desviaron del rumbo fueron atacados por unidades selectas de Comando de Caza ( Núm. 150 Wing RAF ) que operaban cazas de alta velocidad, los cañones antiaéreos del Comando Antiaéreo , y aproximadamente 1,750 globos de barrera del Comando del globo alrededor de Londres ".
"Flabby" era el nombre clave para condiciones climáticas medias cuando se permitía a los combatientes perseguir bombas voladoras sobre el cinturón de armas a la línea del globo,: 197  y durante la Operación Totter , el Royal Observer Corps disparaba cohetes iluminadores "Snowflake" desde el suelo para identificar las bombas voladoras V-1 para los cazas RAF.: 102  Después de que Robot Blitz comenzó la noche del 12/13 de junio, un luchador de la RAF interceptó por primera vez un V-1 el 14/15 de junio . Además, las armas antiaéreas aumentaron la tasa de V-1 caídos a 1 por 77 balas disparadas después de "las primeras semanas [ ¿cuándo? ]de la operación de fusibles de proximidad "( Reginald Victor Jones ). Para el 27 de junio," más de 100.000 casas habían sido dañadas o destruidas por el V-1 ... y los sistemas de alcantarillado destrozados amenazaban epidemias graves a menos que se fijara en invierno ". ]
De los 638 V-1 lanzadas desde el aire que se habían observado (por ejemplo, por el Royal Observer Corps ), cañones y cazas deribaron 403 y el resto cayó en la Región de Defensa Civil de Londres (66), en Mánchester (1) o en otro lugar. (168, incluido Southampton el 7 de julio ).: 131  Además, los artilleros en W / Cdr. Lancaster de SG Birch afirmó que derribaron un V-1 sobre el área objetivo en una incursión en el acueducto de Ladbergen el 3 de marzo de 1945 .

## Contramedidas contra las V-2
El Comité Científico de Bodyline (19 miembros, incluyendo Duncan Sandys, Edward Victor Appleton, John Cockcroft, Robert Watson-Watt) : 131  se formó en septiembre de 1943 con respecto al supuesto cohete V-2 , y después del accidente de 1944 de una prueba V-2 en Suecia , se prepararon "transmisores para bloquear el sistema de guía del cohete". Un sistema británico de alcance de sonido proporcionó "trayectoria [datos] desde la cual se podía determinar el área de lanzamiento general", y el micrófono (s) en Kent del Este informaron los tiempos de los primeros ataques V-2 el 8 de septiembre de 1944 : 18:40:52 y 18:41:08.: 251 
El 21 de marzo de 1945, el plan para el "Engagement of Long Range Rockets con AA Gunfire" que pedía que las unidades antiaéreas dispararan a un espacio aéreo pronosticado por radar para interceptar el V-2 estaba listo, pero el plan no se usó debido al peligro de proyectiles cayendo sobre el Gran Londres.: 262  Las instancias de Happenstance de aviones aliados que utilizan cohetes V-2 lanzados incluyen lo siguiente:
- el 29 de octubre de 1944, los tenientes Donald A. Schultz y Charles M. Crane en un P-38 Lightning intentaron fotografiar un V-2 lanzado sobre los árboles cerca del río Rin ,[24]: 4
- el 1 de enero de 1945, un piloto del 4 ° Grupo de Caza en vuelo sobre el tramo de vuelo norte para atacar elementos de cinco alas de combate alemanas en Unternehmen Bodenplatte ese día, observó un V-2 "actuar para disparar cerca de Lochem ... el cohete se inclinó inmediatamente de 85 grados a 30 grados " ,[23]: 256
- el 14 de febrero de 1945, un piloto No. 602 Escuadrón RAF Spitfire XVI, colega de Raymond Baxter 'Cupido' Love, disparó a un V-2 justo después del lanzamiento.[8]: 162 [25]

Después del último lanzamiento de combate V-2 el 27 de marzo de 1945, los británicos suspendieron su uso del radar en la región de defensa para detectar lanzamientos de V-2 el 13 de abril.: 136 

## Bibliografáa
- Collier, Basil (1976) [1964]. The Battle of the V-Weapons, 1944-1945. Yorkshire: The Emfield Press. ISBN 0-7057-0070-4.
- Gruen, Adam L. «Preemptive Defense, Allied Air Power Versus Hitler’s V-Weapons, 1943–1945». The U.S. Army Air Forces in World War II. pp. 4(Round 1),5(Round 2). Archivado desde el original el 5 de julio de 2009. Consultado el 7 de mayo de 2007.
- Kennedy, Gregory P. (1983). Vengeance Weapon 2: The V-2 Guided Missile. Washington DC: Smithsonian Institution Press. p. 4. ISBN 0-87474-573-X.

Videos
- Kelly, Jon (13 de mayo de 2011). «Operation Crossbow: How 3D glasses helped defeat Hitler». BBC. Consultado el 21 de junio de 2011. «Fotografías recientemente publicadas muestran cómo un equipo de expertos de la Segunda Guerra Mundial interrumpió los planes nazis de bombardear Gran Bretaña con la ayuda de gafas 3D como las de los cines modernos.».